# Geschichte in Köln
Geschichte in Köln (GiK) ist eine historische Fachzeitschrift zur Geschichte der Stadt Köln, deren Besonderheit darin besteht, dass sie als studentische Zeitschrift begründet wurde und in der noch Studierende (der Universität zu Köln) neben etablierten Fachkollegen Beiträge publizieren.
Außer Beiträgen zur Geschichte der Stadt Köln werden Aufsätze, Miszellen, Forschungsberichte und Buchrezensionen zur rheinischen Landes-, Regional-, Orts- und Stadtgeschichte veröffentlicht. Seit 1995 erscheint GiK daher mit dem Untertitel Zeitschrift für Stadt- und Regionalgeschichte.
Die Zeitschrift wurde 1977 von Studenten am Historischen Seminar der Universität zu Köln gegründet. Mit der Zeitschrift versuchen sie, wichtige Ergebnisse aus Seminar- und Examensarbeiten, die normalerweise nicht publiziert werden, einer breiteren Öffentlichkeit zugänglich machen und ein Forum für universitäre Arbeiten zur Kölner Stadtgeschichte von der Antike bis zur Zeitgeschichte schaffen. Der erste Band erschien im April 1978. Seit 1989 erscheint die Fachzeitschrift in Verbindung mit dem Verein Freunde des Kölnischen Stadtmuseums, der auch finanziell unterstützt.
Als Herausgeber der Zeitschrift fungieren Peter Heil, Martin Kröger, Wolfgang Rosen, Lars Wirtler und Stefan Wunsch, die GiK in Verbindung mit dem Verein der Freunde und Förderer des Kölnischen Stadtmuseums herausgeben. Sie unterhalten gute Kontakte zum Historischen Seminar der Universität zu Köln und zum Historischen Archiv der Stadt Köln, dem Kölnischen Stadtmuseum und zum NS-Dokumentationszentrum in Köln. Viele der inzwischen nicht mehr studierenden Autoren stammen aus einer dieser Institutionen. Frühere Herausgeber sind unter anderem Johannes Helmrath, Petra Pluwatsch, Annette Eversberg, Carl Dietmar, Georg Mölich und Alwin Müller. Durch die enge Verbindung zum Historischen Seminar konnten Beiträge so bekannter Historiker wie Werner Eck, Franz-Reiner Erkens, Anna-Dorothee von den Brincken, Bernd Päffgen und Walter Ameling veröffentlicht werden.